# Olejníkov
Olejníkov (in ungherese Olajpatak, in tedesco Holenitz) è un comune della Slovacchia facente parte del distretto di Sabinov, nella regione di Prešov.